# Беркхейде, Иов
И́ов А́дриансзон Бе́ркхейде (нидерл. Job Berckheyde / Hiob Andriesz. Berckheijde; 27 января 1630, Харлем — 23 ноября 1693, Харлем) — голландский художник второй половины XVII века. Универсально одарённый, он работал во многих жанрах и как портретист, и как мастер бытовых сцен; он писал пейзажи и натюрморты, но самых значительных достижений Иов Беркхейде добился в живописи интерьеров протестантских церквей.

## Биография
Иов Адриансзон Беркхейде родился в 1630 году в Харлеме. Его отец Адриан отдал мальчика в обучение к мастеру-переплётчику, но Иова с детских лет влекло призвание живописца.
В возрасте 14 лет он поступает учеником к мастеру мифологических и религиозных сцен Якобу де Вету.
Однако куда большее влияние, по сравнению с Якобом де Ветом, оказал на Беркхейде мастер проникновенных архитектурных пейзажей и церковных интерьеров Питер Янс Санредам.
Творчество Иова Беркхейде, пришедшееся на заключительный этап Золотого века голландской живописи, отмечено редкостным жанровым многообразием. Помимо портретов, он писал исторические картины, современные анекдотические сценки в комнатах, группы верховых охотников с элементами сельского ландшафта, интерьеры церквей, сложно организованные перспективы городских дворов, городские ведуты с большим числом связанных сюжетным действием персонажей. При этом пространство картин Иова Беркхейде всегда осенено ровным, мирно разлитым в природе и внутри помещений, всё заполняющим светом.
Как пишет Карл Вёрман:

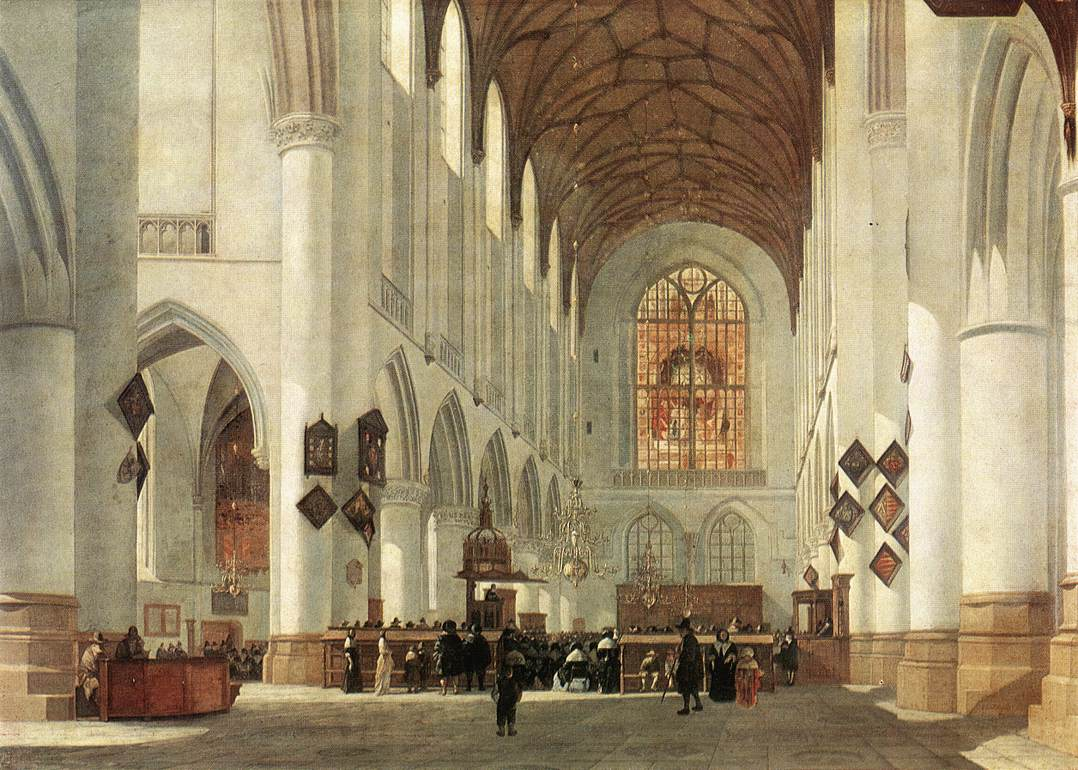
Интерьер церкви святого Бавона в Харлеме 1665
Дерево, масло, 61 × 85 см. Gemäldegalerie Alte Meister, Дрезден

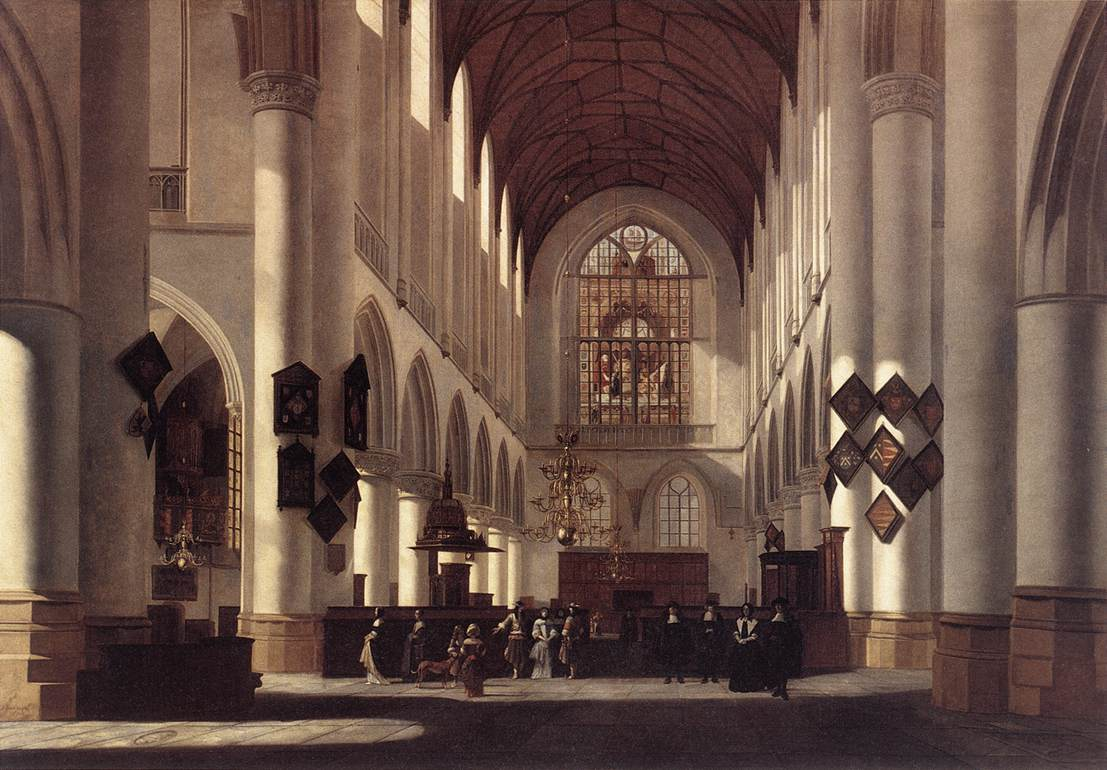
Интерьер церкви святого Бавона в Харлеме 1668
холст, масло, 109,5 × 154.5 см. Музей Франса Халса, Харлем

Поздний ученик Халса, Иов Беркгейде до совершенства довёл внутренние виды выбеленных реформатских церквей, преобразуя их, как показывают его картины в Амстердаме Архивная копия от 3 марта 2016 на Wayback Machine и в Дрездене, нежной, плавной кистью и всеми прелестями утонченной красочности серебристой светотени.— История искусства: Том 3. Искусство XVI-XIX столетий, С. 517-518
О ранних успехах Иова Беркхейде свидетельствуют сохранившиеся документы.10 июня 1653 он погасил кредит, взятый в харлемской Гильдии святого Луки. В октябре 1653 года Ван Мелдерт, дилер из Амстердама, задолжал ему деньги за предоставленные Иовом картины. А 10 марта 1654 Иов смог оплатить вступительный взнос в харлемскую Гильдию.
В молодости Иов руководил первыми шагами в живописи младшего брата, Геррита Беркхейде (1638—1698, ныне более известного). Во второй половине 1650-х братья предприняли путешествие по Рейну (мужественный шаг вскоре после потрясений Тридцатилетней войны).

Двор Амстердамской биржи, ок. 1668
холст, масло, 85 × 105 см. Музей Бойманса, Роттердам

Они посетили германские города Кёльн, Бонн, Гейдельберг, где писали портреты и сцены охоты при дворе курфюрста Пфальца, Карла I Людвига. Но вскоре они поспешили на родину (исследователи сходятся на том, что в Харлеме у братьев была общая мастерская). Летописец Золотого века Голландии, Арнолд Хаубракен (1660—1719) в своём труде «De groote schouburgh der Nederlantsche konstschilders en schilderessen» (1718) Архивная копия от 4 ноября 2012 на Wayback Machine (нид.) характеризует Иова как человека амбициозного и импульсивного, тогда как его брата Геррита — как скромного и тщательного. Впоследствии, в 1680-х—1690-х годах, Иов Беркхейде (как и его брат) был на видных ролях в Гильдии харлемских живописцев. Он также состоял в амстердамской Гильдии святого Луки (1685—1688) и был членом харлемской англ. камеры риторов, известной под названием «Ви́на из виноградника» (De Wijngaardranken) в 1666—1682.
Иов Адриансзон Беркхейде умер на 64-м году жизни, поздней осенью; погребён 23 ноября 1693 в Харлеме.

## Галерея

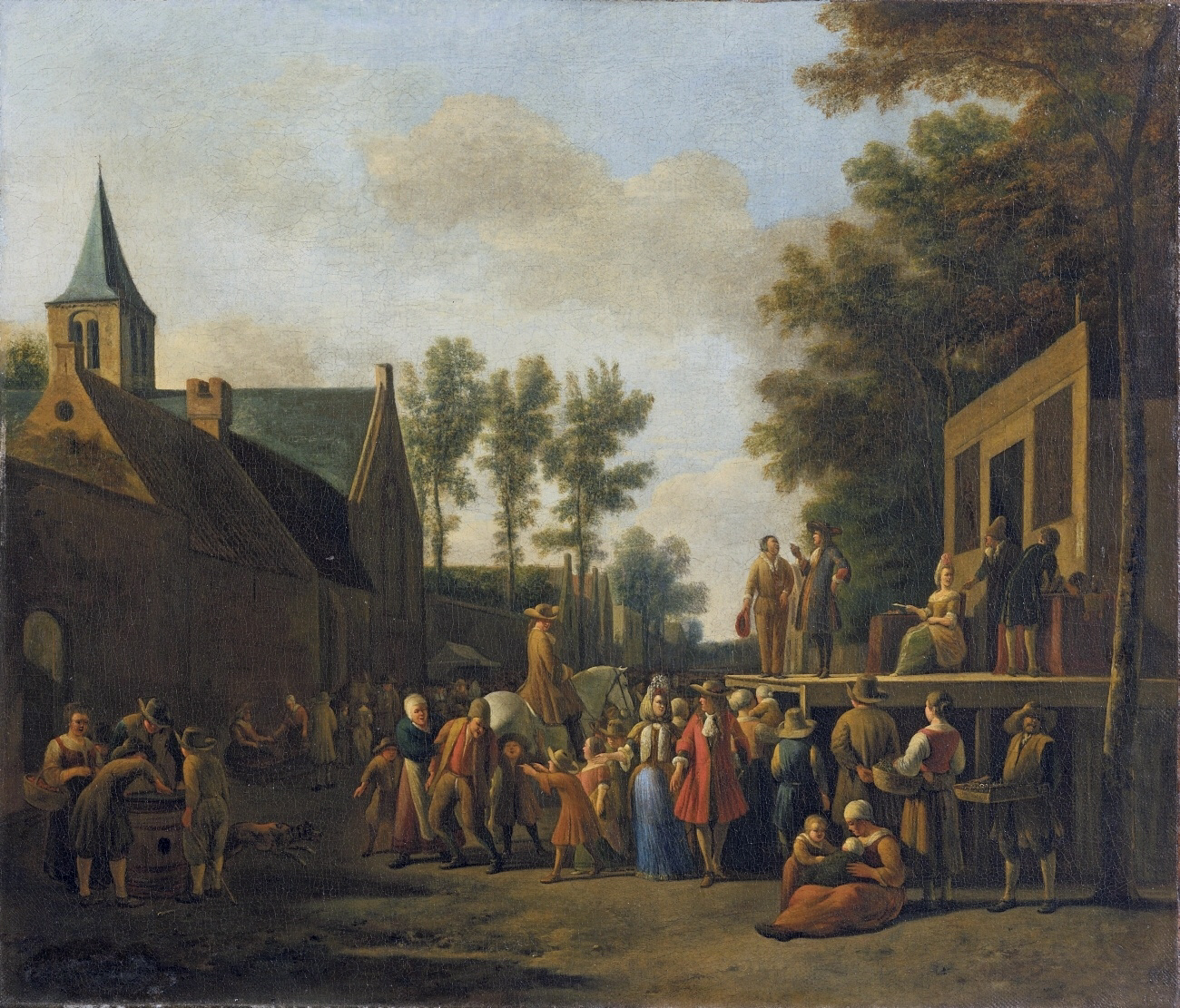
Бродячий театр в городе, 1689. Аукционный дом Лемперц  (нем.), Кёльн (фигуры написаны Иовом, архитектура — младшим братом, Герритом)
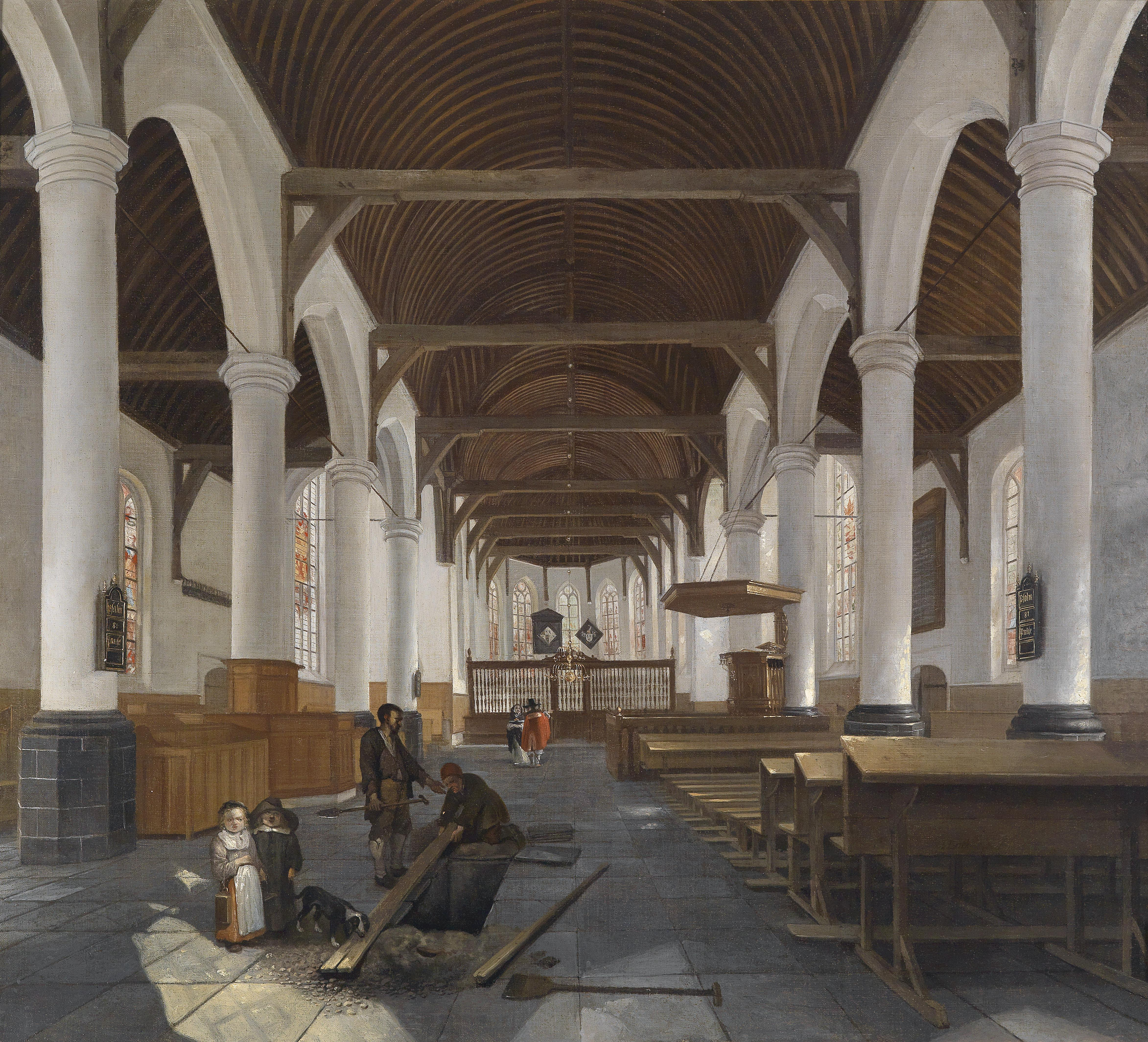
Интерьер барочной церкви (церковь Аудекерк в Амстердаме?) англ. Аукционный дом Доротеум, Вена, Австрия
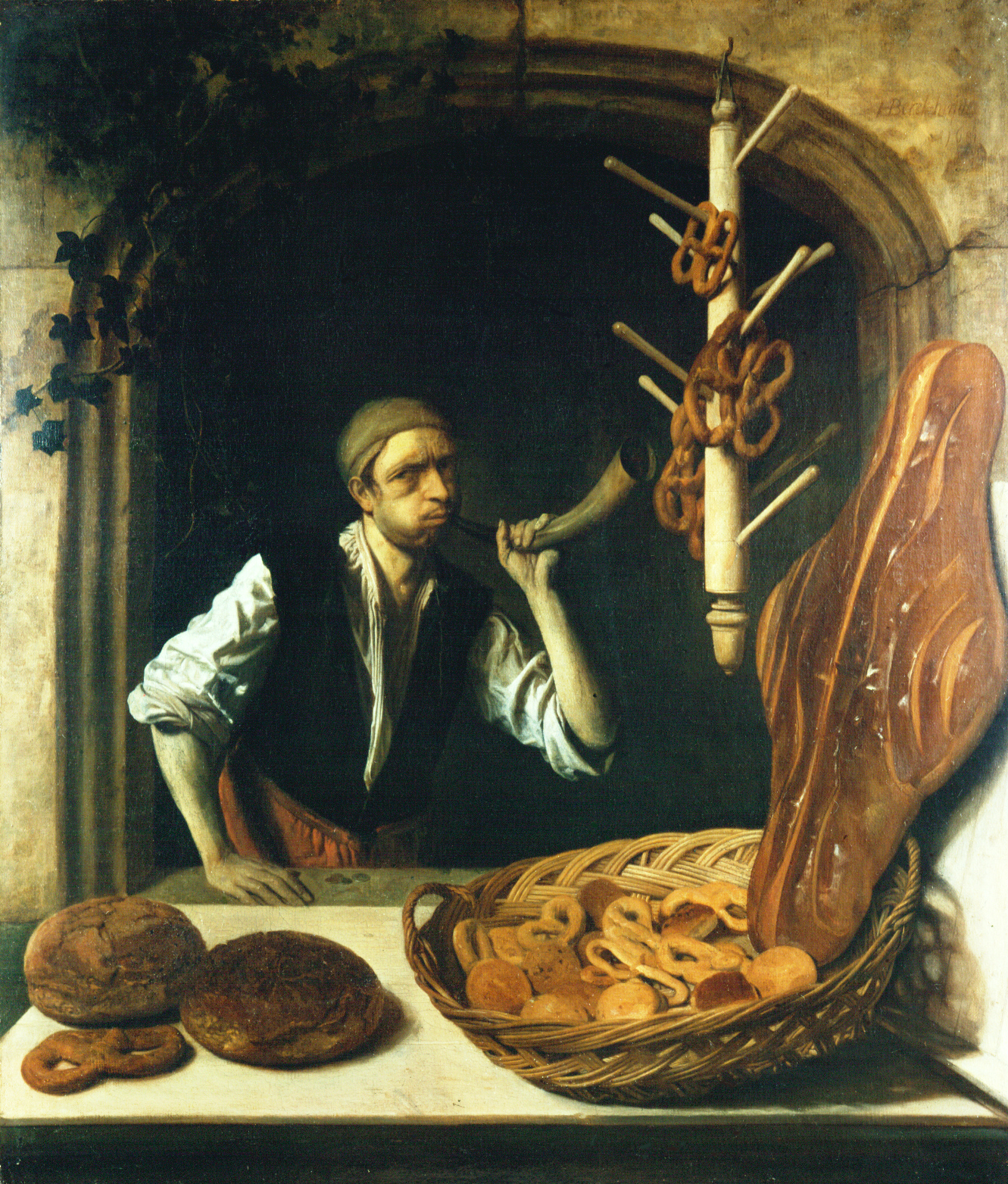
Булочник 1681. англ. Музей хлеба, Ульм
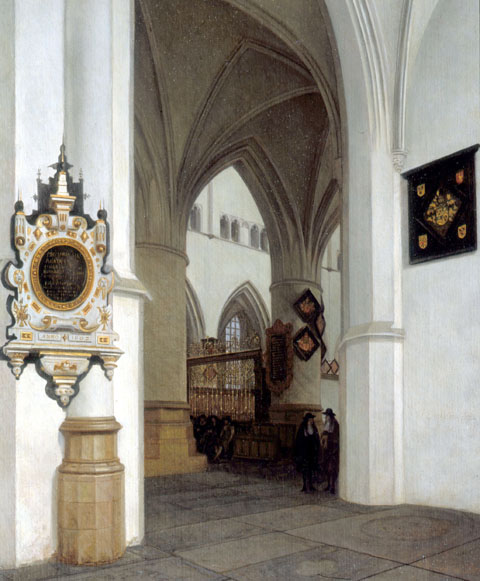
Интерьер церкви Св. Бавона, Харлем ок. 1666. Rafael Valls Ltd Архивная копия от 16 января 2015 на Wayback Machine (англ.)
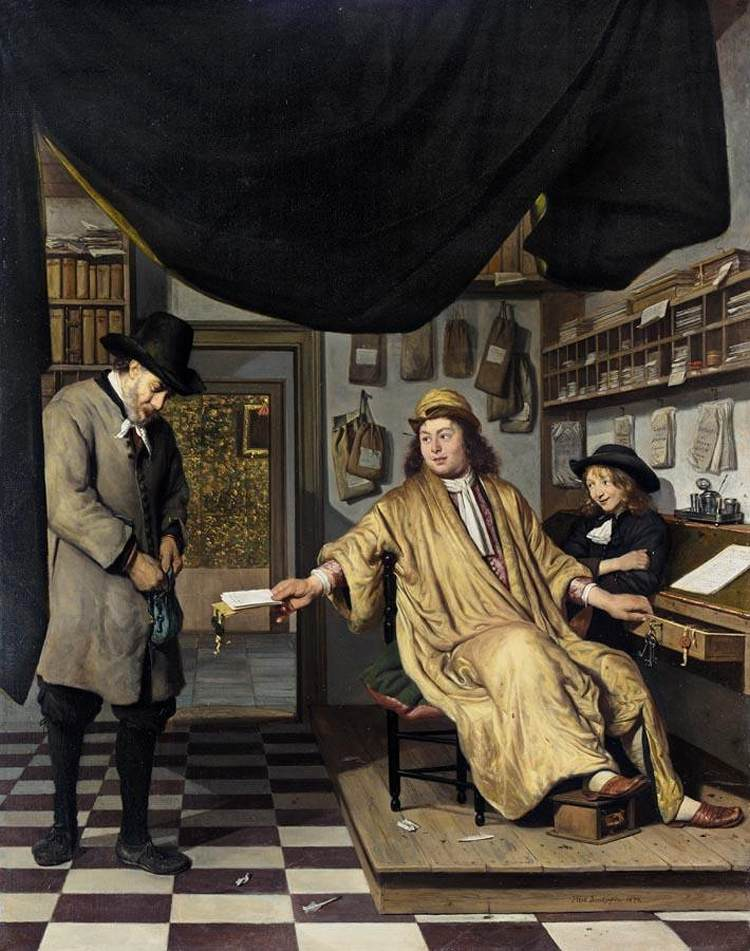
Нотариус в своем кабинете вручает документ посетителю, 1672. / См: «Ссылки» ниже
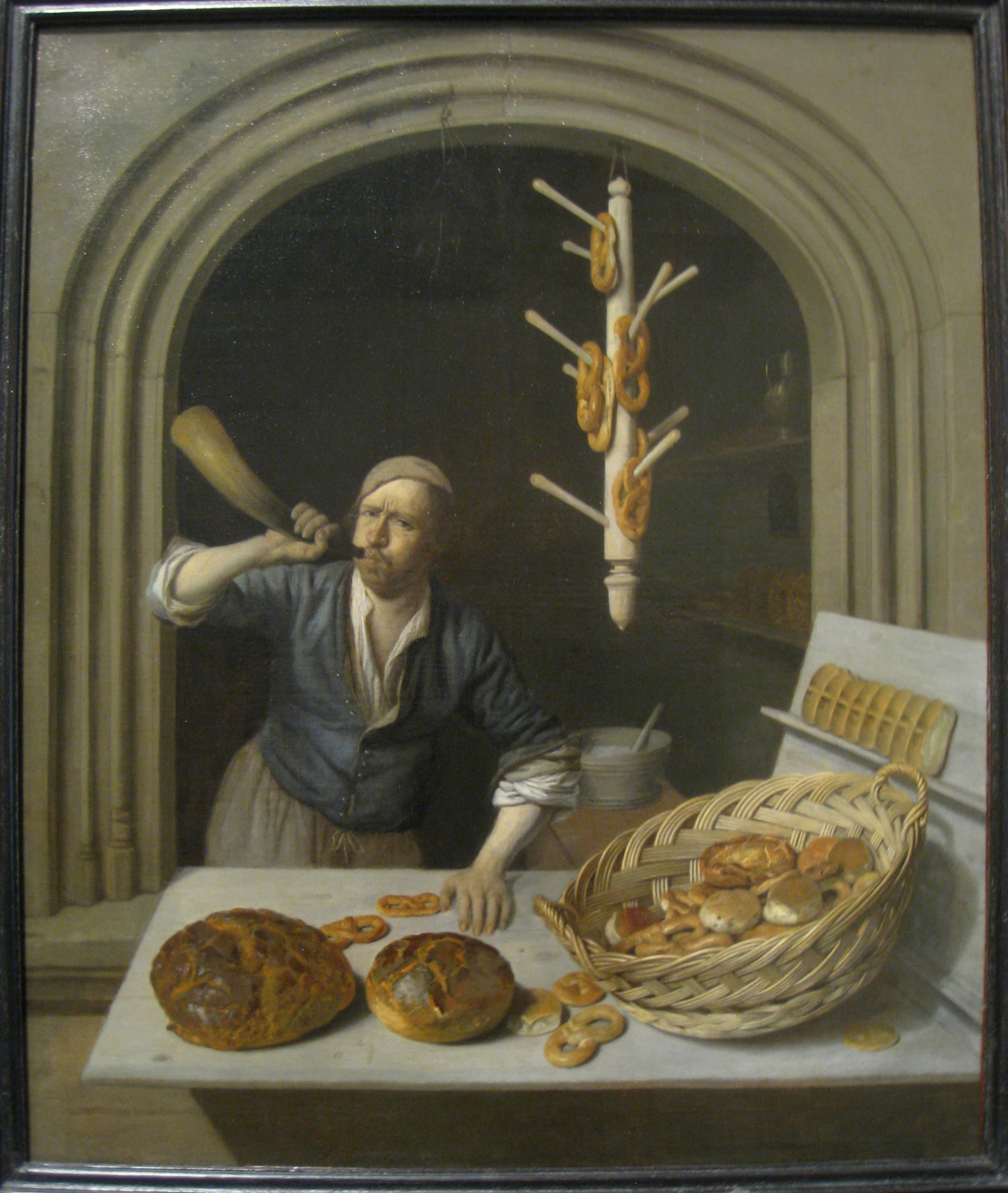
Булочник, ок. 1681. Вустерский музей искусств, Массачусетс, США
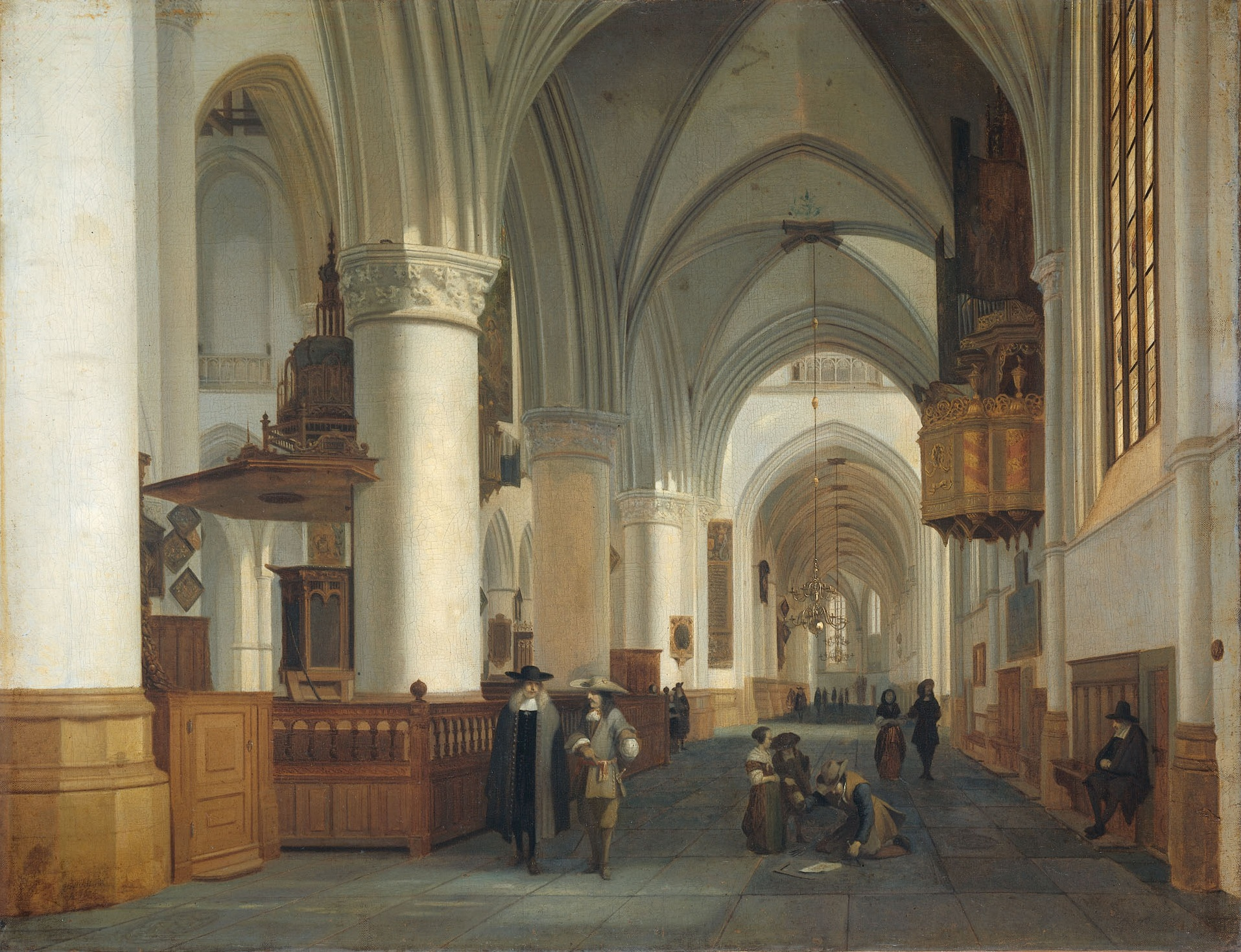
Интерьер церкви Св. Бавона в Харлеме, ок. 1674. Рейксмузеум, Амстердам
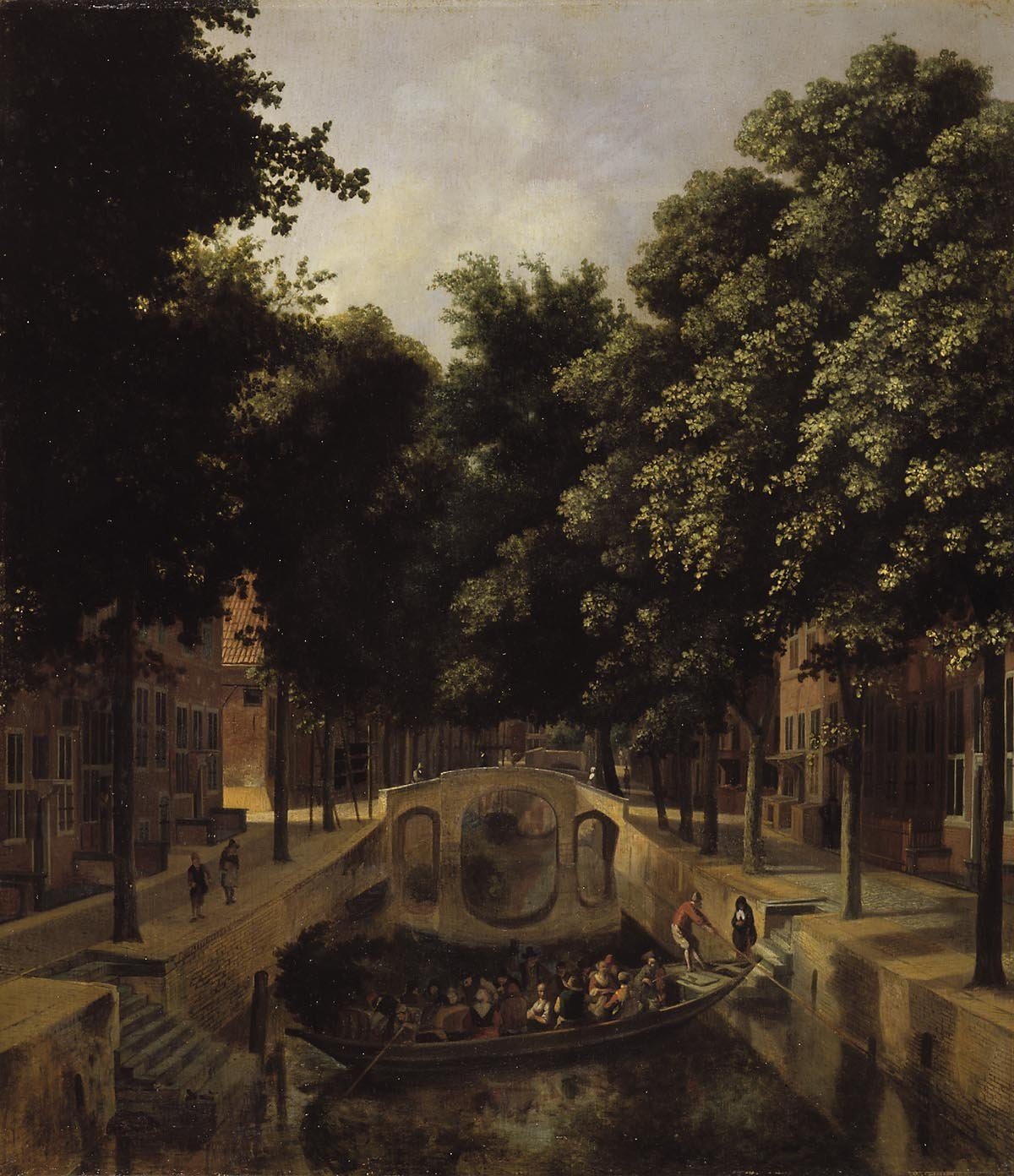
Вид на голландский канал, 1666. Галерея Маурицхёйс, Гаага